# Catherine Bozorgan
Catherine Bozorgan (* 10. September 1980 in Teheran, Iran) ist eine französische Filmproduzentin.

## Leben
Catherine Bozorgan wurde in Teheran als Kind eines Iraners und einer Französin geboren. Sie kam als Baby mit ihren Eltern nach Paris. Sie arbeitete als junge Frau bei der Filmfinanzierungsgesellschaft Cine Nomine, wo sie den Schauspieler Albert Dupontel kennenlernte. Sie produzierte ab der Krimi-Komödie Le Vilain alle seine Filme als Regisseur. Für 9 mois ferme (2013) und Au revoir là-haut (2017) wurde sie für einen César für den Besten Film nominiert und für Was dein Herz dir sagt – Adieu ihr Idioten! (2020) schließlich zusammen mit Dupontel ausgezeichnet.
Sie studierte an der ESCP Business School und der HEC Paris.

## Filmografie (Auswahl)
- 2009: Le Vilain
- 2010: Der Klang von Eiswürfeln (Le Bruit des glaçons)
- 2011: La Brindille
- 2013: 9 mois ferme
- 2013: Rue Mandar
- 2013: Love is in the Air (Amour & turbulences)
- 2016: Das Ende ist erst der Anfang (Les Premiers, les Derniers)
- 2017: Au revoir là-haut
- 2020: Was dein Herz dir sagt – Adieu ihr Idioten! (Adieu les cons)